# Pryskyřník asijský
Pryskyřník asijský (Ranunculus asiaticus) je druh rostliny z čeledi pryskyřníkovité (Ranunculaceae).

## Popis
Jedná se o vytrvalou rostlinu dorůstající nejčastěji výšky 10–30 cm s hlízovitým oddenkem. Lodyha je přímá, většinou větvená, plstnatá. Listy jsou střídavé, přízemní jsou dlouze řapíkaté, lodyžní až přisedlé. Čepele dolních listů jsou až trojčetné se zubatými lístky, horní listy zpeřeně členěné.. Květy jsou nejčastěji bílé, žluté nebo červené, celkem velké, 3–5 cm v průměru. Kališních lístků je 5, jsou vně chlupaté. Korunní lístky jsou bílé, žluté nebo červené, je jich standardně 5, ale u pěstovaných kultivarů jsou často zmnožené a je jich mnoho. Kvete v květnu až v červnu. Plodem je nažka, která je na vrcholu zakončená zobánkem. Nažky jsou uspořádány do souplodí. Počet chromozomů je 2n=16.

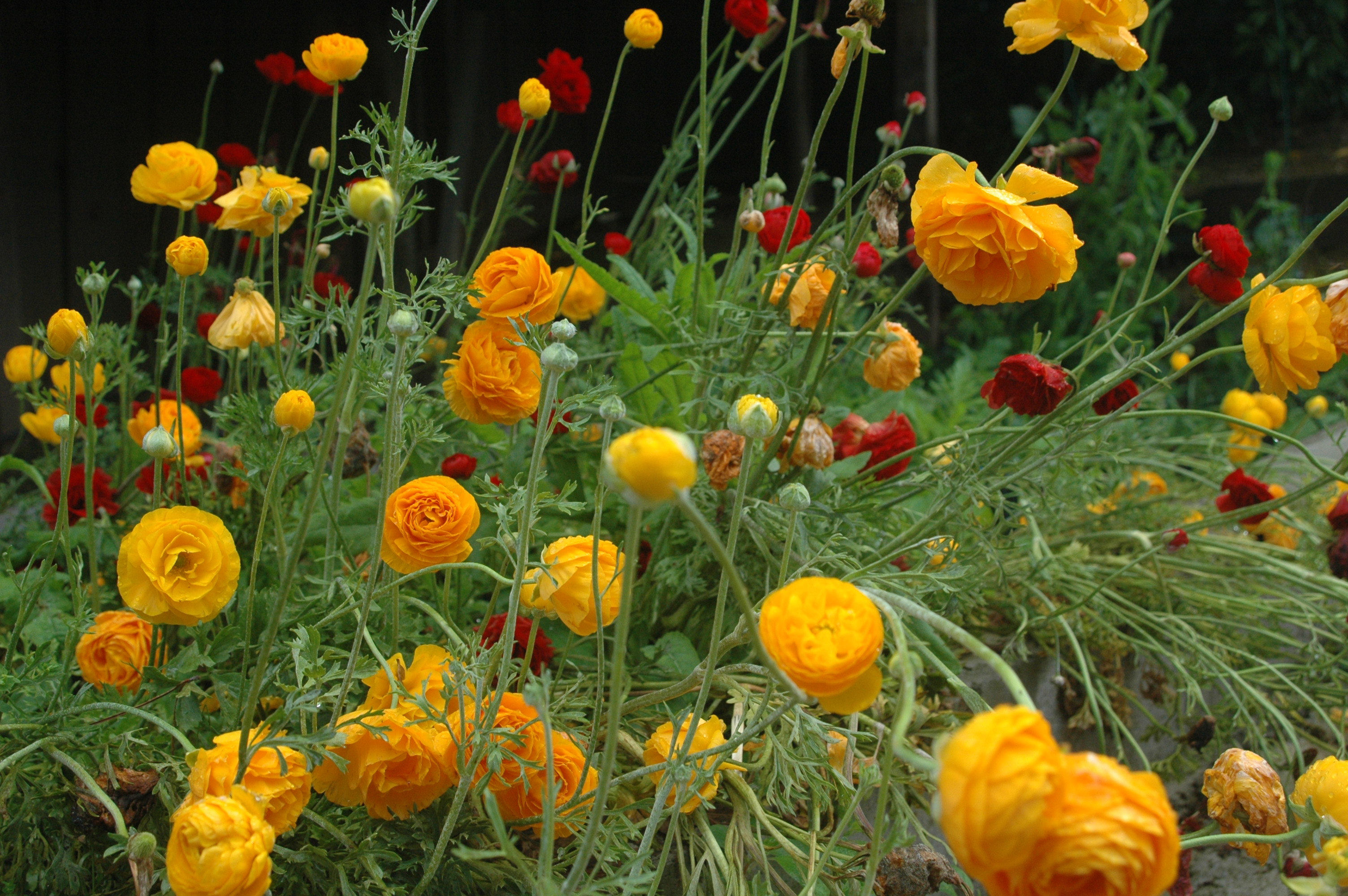
Pryskyřník asijský, pěstovaný plnokvětý kultivar

## Rozšíření
Pryskyřník asijský roste ve východním Středomoří, v Řecku, na Kypru a Krétě, v Malé Asii, v Izraeli, severní Africe, na východ sahá až po Írán a Irák. V České republice je jen pěstován jako okrasná trvalka, často v různých kultivarech.

## Uznání
1. března 2023 vydala Canada Post, kanadská poštovní správa, poštovní známku zobrazující Ranunculus asiaticus. Známka byla vydána v sešitech i svitcích.